# Logrești
Logreşti é uma comuna romena localizada no distrito de Gorj, na região de Oltênia. A comuna possui uma área de 68.15 km² e sua população era de 2960 habitantes segundo o censo de 2007.